# Rue de l'Abreuvoir (Paris)
Pour les articles homonymes, voir Rue de l'Abreuvoir.
La rue de l'Abreuvoir est une voie située dans le quartier des Grandes-Carrières du 18e arrondissement de Paris (France).

## Situation et accès
Longue de 133 mètres, elle commence 9, rue des Saules et finit place Dalida.
Elle est desservie par la ligne 12 à la station Lamarck - Caulaincourt.

## Historique du nom
Cette rue a pour origine une ruelle mentionnée, dès 1325, sous le nom de « ruelle qui va au But », c'est-à-dire à la fontaine de ce nom qui se trouverait de nos jours place Constantin-Pecqueur.
La voie est indiquée à l'état de chemin sur le plan de Albert Jouvin de Rochefort de 1672. En 1843, elle avait pour nom « chemin de l'Abreuvoir » en raison du chemin qui conduisait à l'ancien abreuvoir de Montmartre situé à l'angle de la rue Girardon.

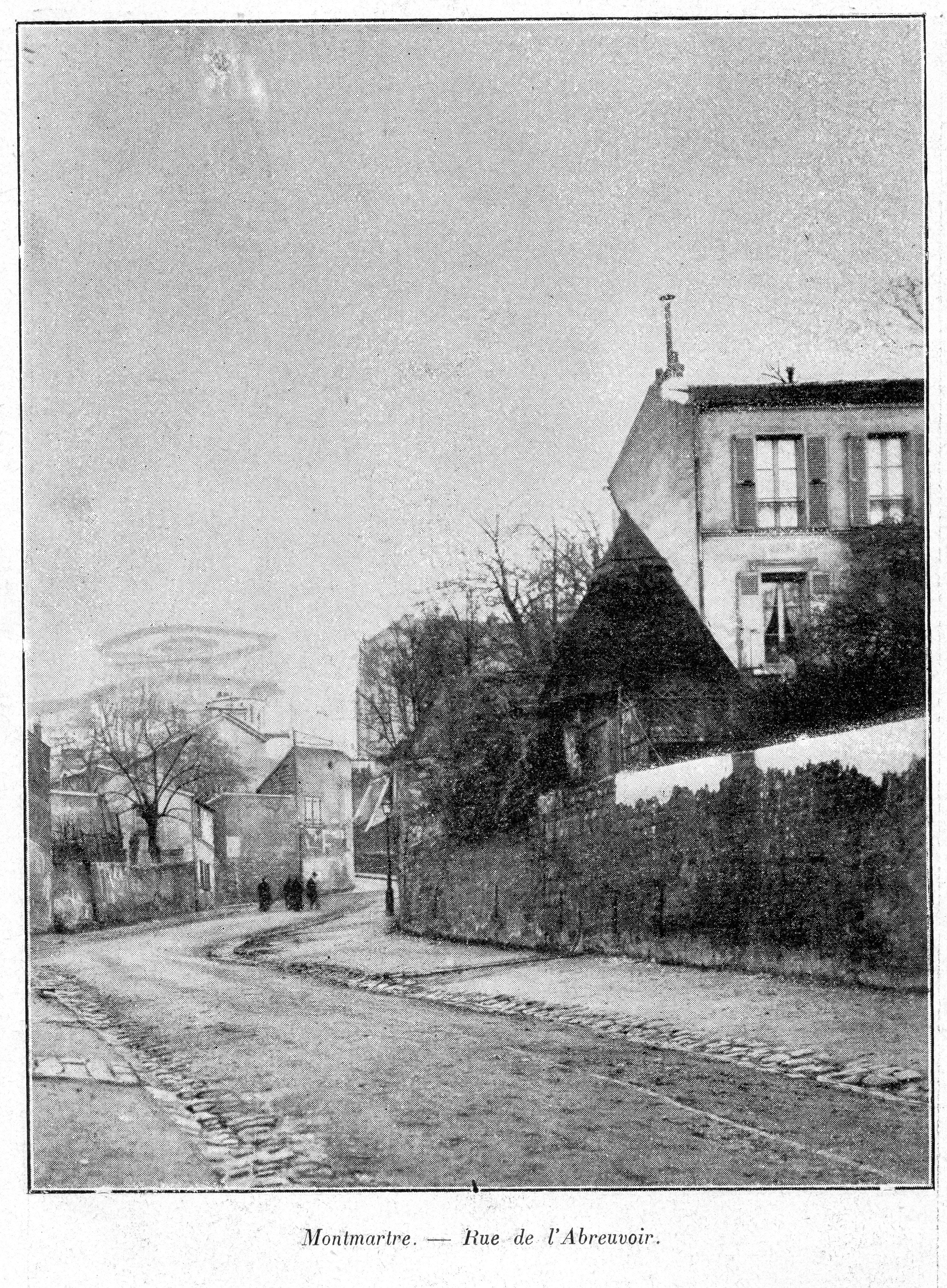
La rue en 1897…
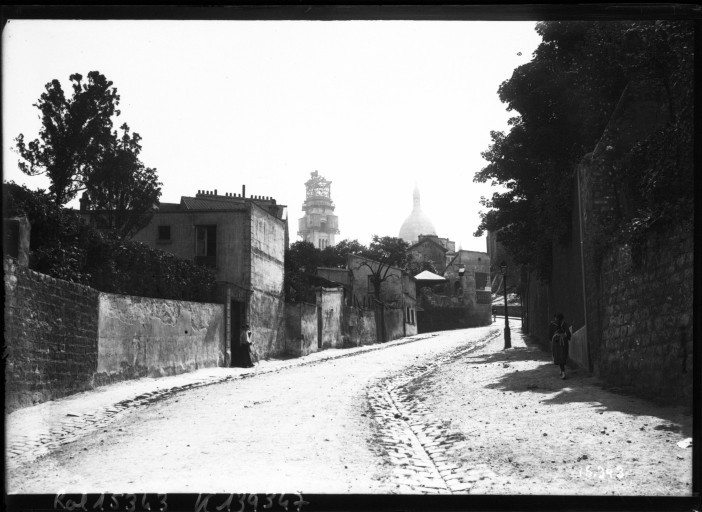
… et en 1911.

## Bâtiments remarquables et lieux de mémoire
C'est dans cette rue que commence la nouvelle de Marcel Aymé, Les Sabines.
- No 2 : La Maison Rose[3],[4], fondée par Germaine et Ramon Pichot, représentée par de nombreux peintres, dont Maurice Utrillo[5].
- No 4 : cadran solaire.
- No 16 (angle rue Girardon) : villa Radet, site montmartrois de la Cité internationale des arts, situé à l'emplacement de l'ancien abreuvoir du village de Montmartre qui existait encore en 1854, lorsque Gérard de Nerval écrivait : « Ce qui me séduisait avant tout dans ce petit espace abrité par les grands arbres du château des Brouillards, c'est […] le voisinage de l'abreuvoir qui, le soir, s'anime du spectacle des chevaux et des chiens que l'on baigne […][1]. »
- No 18 (place Dalida) : lieu de tournage de Patate, film de Robert Thomas (1964)   avec Pierre Dux, Danielle Darrieux et Jean Marais.

## Galerie

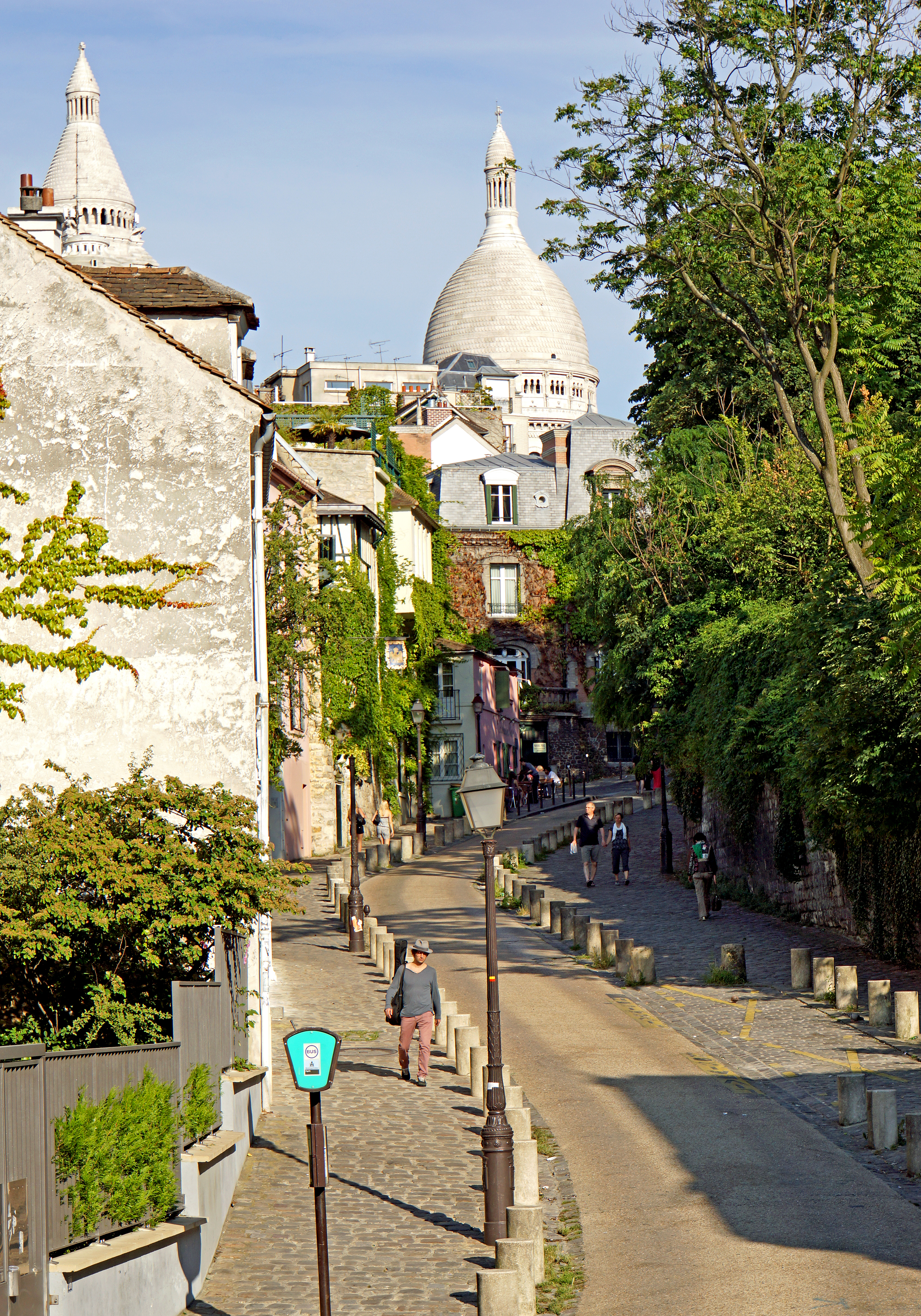
La rue de l'Abreuvoir.
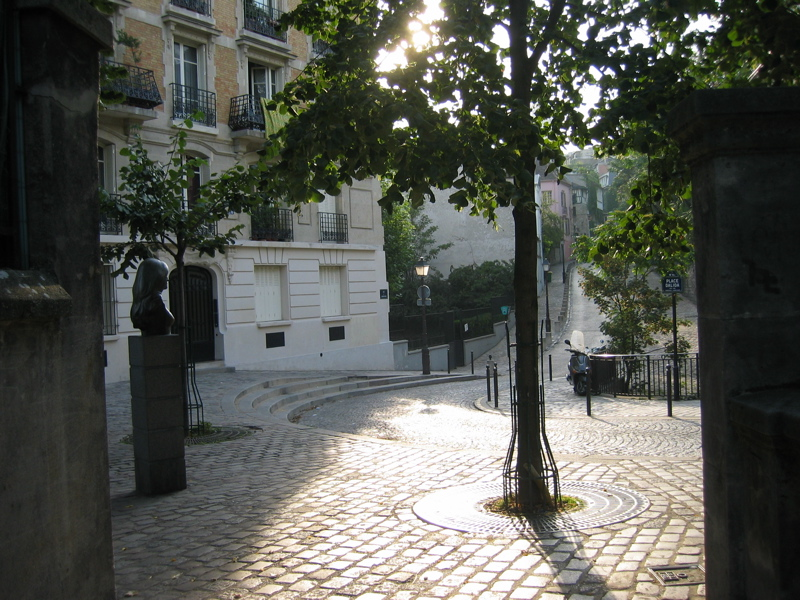
La place Dalida et la rue de l'Abreuvoir.
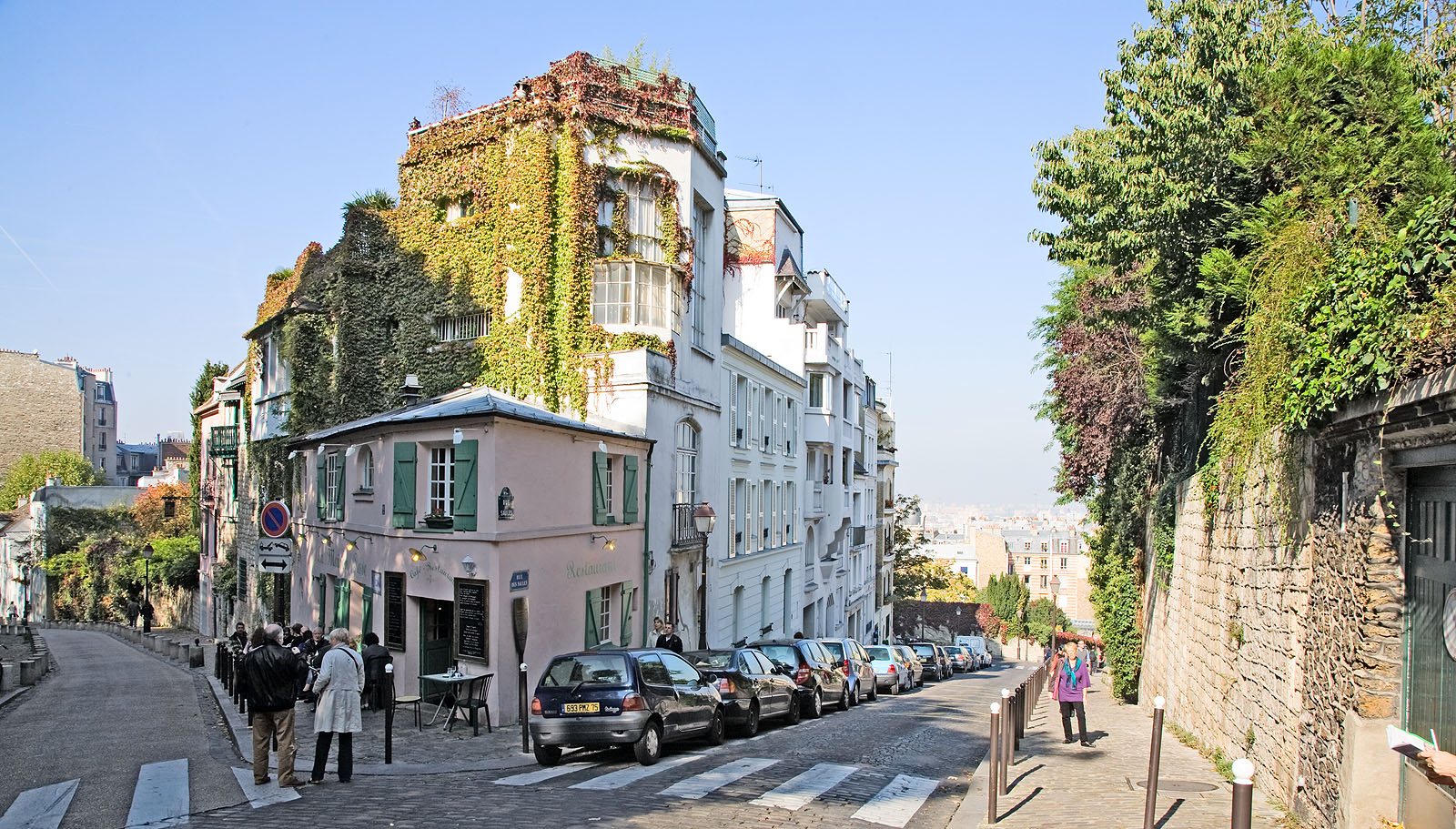
La rue de l'Abreuvoir, à gauche, à l'angle de la rue des Saules.

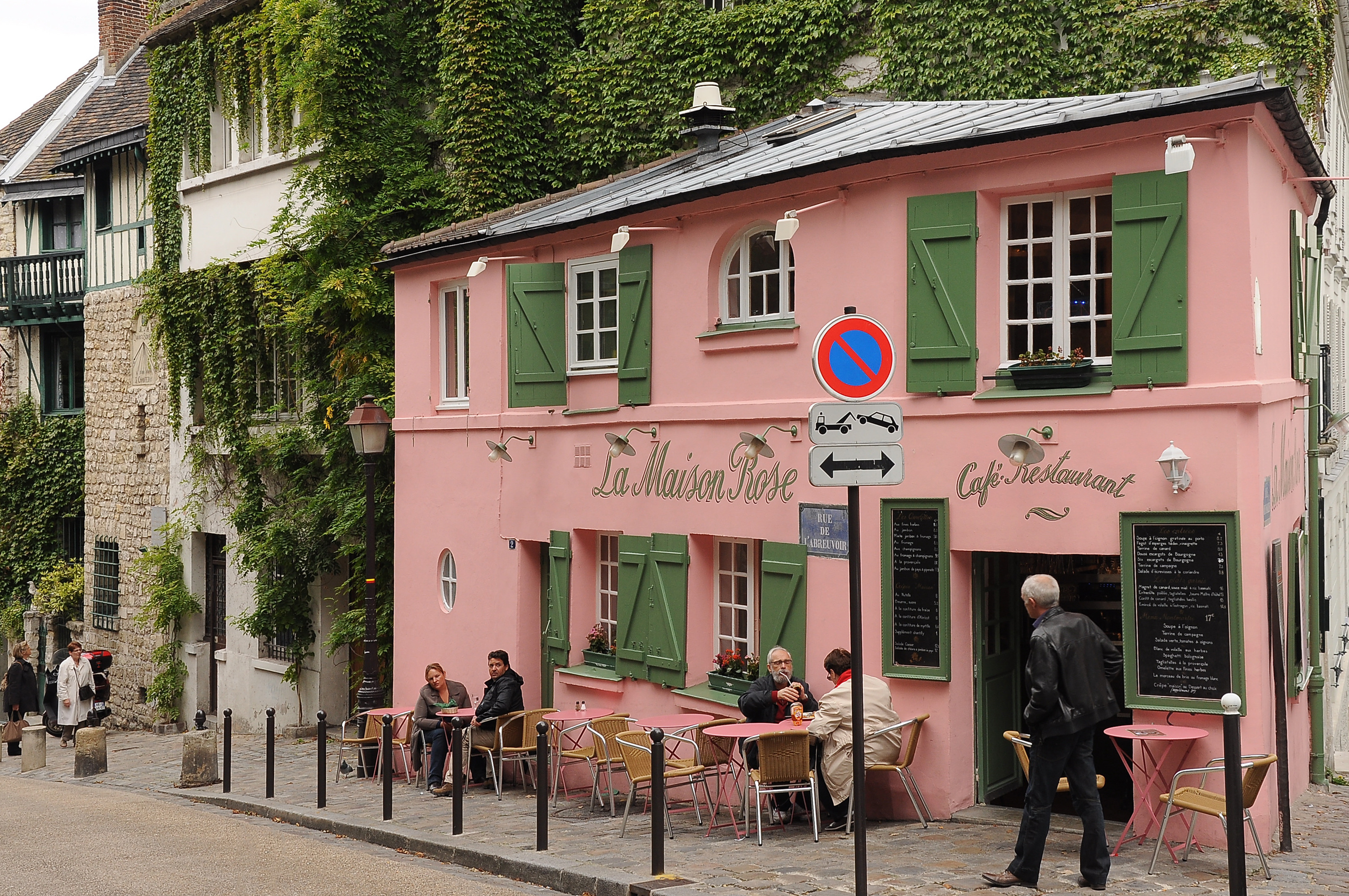
No 2 : La Maison Rose de Germaine et Ramon Pichot.
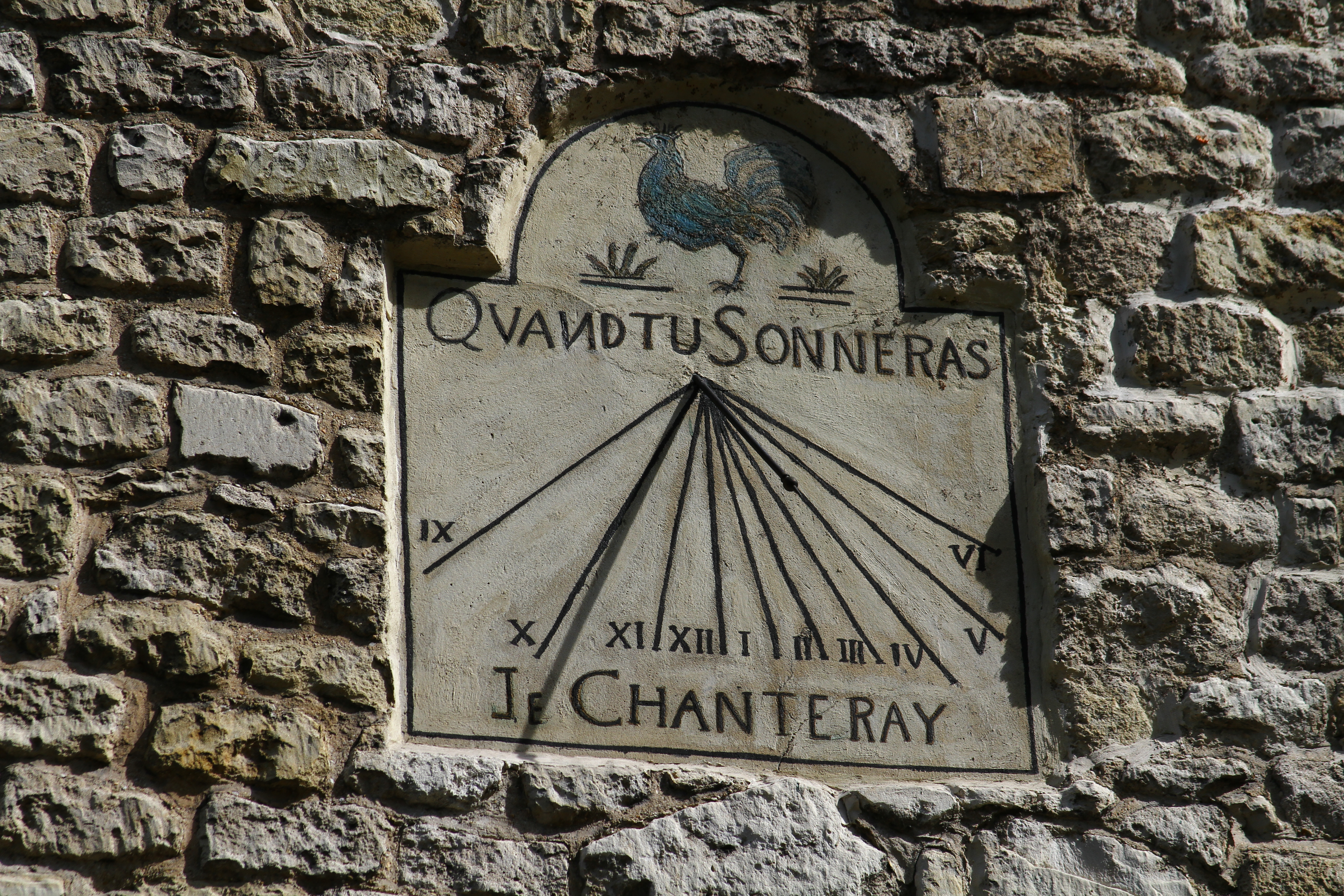
No 4 : le cadran solaire.
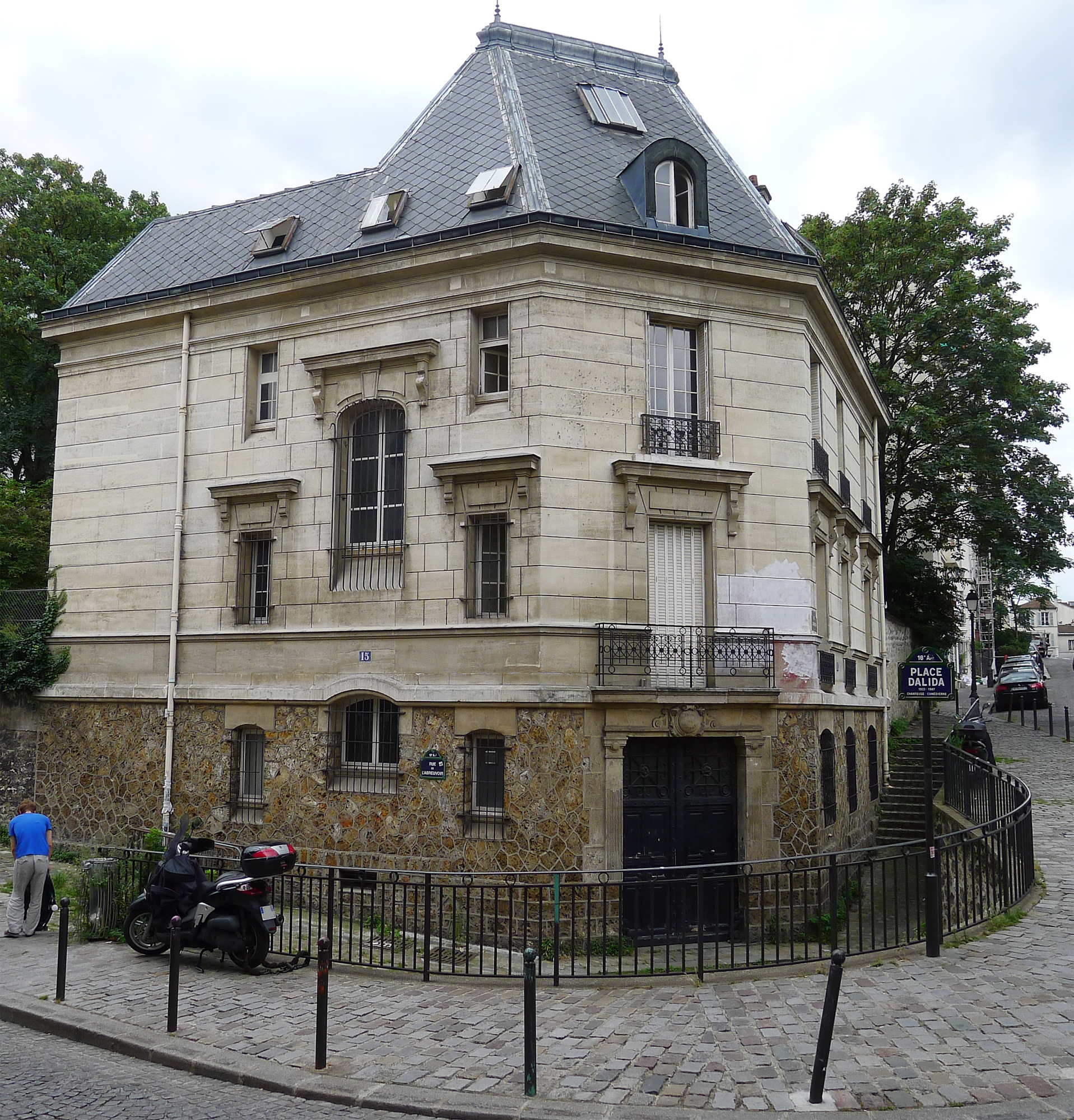
No 16 (angle rue Girardon) : site montmartrois de la Cité internationale des arts où se situait jadis un abreuvoir.